# Impuesto sobre la renta

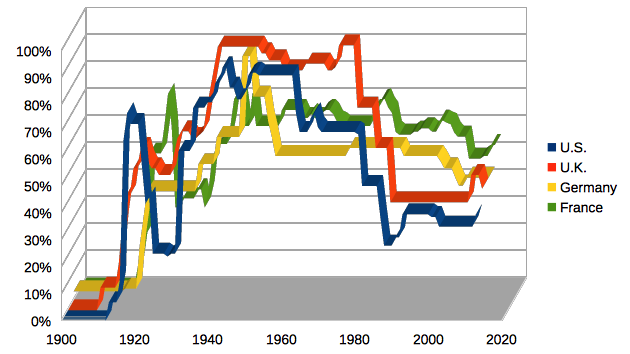
Impuesto sobre la renta en la perspectiva histórica: tasas más altas en cuatro países industrializados (1900-2013). Datos de Thomas Piketty.

El impuesto sobre la renta es un impuesto que grava los beneficios económicos obtenidos por personas, empresas, u otras entidades legales. El impuesto a la renta es parte importante del sistema tributario porque liga el ahorro con la inversión, y tiene repercusiones sobre los incentivos en los mercados laborales y los emprendimientos.

## Tipos de impuestos a la renta
- Progresivo: Cuando el porcentaje aplicado a los ingresos de una persona aumenta con dichos ingresos. Sin embargo, hay controversia debido al hecho de que los salarios no necesariamente indican los ingresos de un individuo.

- Impuesto plano: Cuando el porcentaje aplicado a los ingresos de una persona es constante.

- Regresivo: Cuando el porcentaje aplicado a los ingresos de una persona disminuye con dichos ingresos.

Cuando el impuesto sobre la renta se aplica a una compañía, se suele llamar impuesto a las empresas o impuesto sobre los beneficios. Los impuestos a las empresas suelen gravar el beneficio de las empresas
.

## Impuesto sobre la renta personal en América Latina
Para 2018, aproximadamente el 85 % de la población de la región no pagaba este tributo. En promedio, es decir el más rico tributa cerca del 83 % del impuesto a la renta personal. Sin embargo, las tasas efectivas pagas por el más rico son más bajas (9.2 %) que las tasas mínimas legales del impuesto (10.2 %). Así, el impuesto a la renta es muy progresivo en la región, pero genera pocos ingresos y, por tanto, tiene poca capacidad redistributiva.

## Impuesto sobre la renta por país

### Francia

#### Antiguo Régimen
En 1707, el Marqués de Vauban había recomendado la creación de un impuesto único, el "diezmo real", destinado a sustituir todos los impuestos directos (impuestos, diezmo del clero) y a ser pagado por todos, con vistas a la equidad fiscal entonces aún no generalizada.
Entre 1710 y 1717, el General Nicolás Desmarets, entonces Controlador General de las Finanzas del Reino de Francia, hizo el primer intento de instituir un Impuesto sobre la Renta universal para financiar la participación francesa en la Guerra de Sucesión Española (1701-1715) liderada por Luis XIV. Así, se instituyó el Impôt du Dixième.
El décimo fue una deducción de la renta de todas las propiedades (renta de la tierra, renta mobiliaria, renta de las profesiones liberales, renta de la industria) que pagan todos los cuerpos sociales del reino, salvo la posibilidad de que algunos escapen de ella por una recompra de impuestos: así el clero quedará exento del décimo pagando el Don Gratuit.
Este impuesto se calculó a partir de una declaración de bienes de propiedad de los contribuyentes, en particular bienes inmuebles y gravaba las rentas pagadas por el Estado en forma de rentas vitalicias o salarios de oficiales, por primera vez en la historia se aplica una retención del 10%.
Esta deducción en la fuente la hacen primero los particulares por cuenta del Estado: se invita a los propietarios a deducir una décima parte de las rentas que pagaron a sus acreedores. Luego dos declaraciones reales (27 de diciembre de 1710 y 3 de enero de 1711) establecieron procedimientos de deducción en la fuente por parte del Estado: el 10% de los salarios, pensiones e incluso anualidades devengadas (títulos de deuda pública) se retienen de la Real Hacienda antes de su pago a los beneficiarios ordinarios.
Al tratarse de un tributo temporal, el décimo fue abolido en 1717, tras el final de la Guerra de Sucesión Española, pero, fue restaurado el 17 de noviembre de 1733, para financiar la campaña militar francesa en la Guerra de Sucesión Polaca (1733-1738).
El 19 de mayo de 1749, el Impôt du Dixième fue sustituido por el Vingtième, que fue es un impuesto establecido por Jean-Baptiste de Machault de Arnouville, entonces Controlador General de las Finanzas del Reino de Francia, tras el Tratado de Aquisgrán (1748), puso fin a la Guerra de Sucesión Austriaca (1740-1748).
Si quisiera establecer un impuesto directo que afectara a toda la población (Tercer Estado, nobles y clero) cuyo importe corresponde al 5% (1/20) de los ingresos. Se dice que es de mando, de cuota, no solidario.
Este nuevo impuesto fue creado en tiempos de paz y por lo tanto fue cobrado hasta la caída del Antiguo Régimen, en 1789.

#### De la Tercera República
En 1876, Charles Staehling, antiguo miembro de la Cámara de Comercio de Estrasburgo, propuso un proyecto de ley sobre el "impuesto sobre la renta" y defendió la propuesta, afirmando que: "el impuesto más racional que se pueda imaginar ya que se basa enteramente en los ingresos anuales de todo tipo".
En 1890, surgió un nuevo proyecto de impuesto sobre la renta, promovido por Paul Peytral para hacer frente a la deuda pública. Pero no tuvo éxito, debido a numerosos obstáculos políticos. Sin embargo, al mismo tiempo, se creó un impuesto a la renta de valores.
En 1893, en el momento del crack de las minas de oro, el tema resurgió, pero tampoco sin éxito.
El 7 de febrero de 1907, se inició la rebelión de los viticultores de Languedoc, que se quejan en particular de su impuesto territorial demasiado alto y que desean una mejor distribución de impuestos. En este contexto, surgió un nuevo proyecto de ley que instituye el impuesto sobre la renta. Este proyecto incluye:
- una serie de impuestos proporcionales e independientes para cada categoría de ingresos sobre el modelo del impuesto sobre la renta británico, establecido en 1842;
- un impuesto sobre la renta global progresivo sobre el modelo del Einkommensteuer alemán, establecido en 1893.

Los socialistas apoyan el establecimiento de un impuesto sobre la renta individual y progresivo pero pretenden sustituirlo por el sistema de tributación de las "cuatro viejas" (contribución económica, muebles personales, licencias y puertas y ventanas), un sistema considerado desigual ya que no está indexado al nivel de ingresos de cada ciudadano.
Los principales periódicos (Le Temps, Le Matin, Le Figaro) se opusieron enérgicamente al proyecto.
El 9 de marzo de 1909, el proyecto fue aprobado por la Cámara de Diputados, pero bloqueado por el Senado conservador.
El proyecto recién sería aprobado en el Senado, el 3 de julio de 1914, en el contexto del fortalecimiento de las fuerzas armadas que precedió al inicio de la Primera Guerra Mundial, después de haber sido ampliamente aliviada por la mayoría conservadora que representa a los agricultores y las clases medias de la industria y el comercio resueltamente hostiles a cualquier forma de impuesto sobre la renta.
El Presidente de la República Raymond Poincaré convenció a la mayoría parlamentaria, hostil a la guerra, de renunciar a la derogación de la ley de julio de 1913, extender el servicio militar a tres años contra la adopción del impuesto sobre la renta, que es votado por la Asamblea Nacional el 15 de julio de 1914. Mientras tanto, Joseph Caillaux se opuso enérgicamente al intento de otros diputados de establecer un impuesto específico sobre el capital.
El 25 de junio de 1920, se publicó una nueva Ley del Impuesto a la Renta que, según Thomas Piketty, fue "el segundo nacimiento del impuesto sobre la renta en Francia". Esta nueva Ley:
- establece una nueva escala (definida "en tasa marginal") aplicable a partir de la imposición sobre la renta en 1919, y sirve de base a las escalas aplicadas hasta 1936; e
- aumentó del 2 al 50% el tipo marginal aplicable a las rentas más altas, cuando “los tipos más altos en cuestión nunca habían superado el 5%” antes de la Primera Guerra Mundial.[12][13]

Thomas Piketty señala que:
- “las tasas aplicadas a partir de entonces, a pesar de variaciones significativas en función de los caprichos de la vida política y de las mayorías parlamentarias, se mantendrán siempre en torno a estos niveles “modernos” y nunca volverán a los niveles considerados “razonables” antes de la Primera Guerra Mundial”; e
- "la ruptura introducida por la ley del 25 de junio de 1920 es tanto más notable cuanto que esta ley fue adoptada por la llamada mayoría del 'Bloque Nacional', es decir por una mayoría constituida por un gran parte de los grupos parlamentarios que antes de la Primera Guerra Mundial se habían opuesto más ferozmente a la creación de un impuesto sobre la renta", que "obviamente se explica por la desastrosa situación financiera heredada de la guerra".[12]

Hasta la década de 1950, menos del 20% de los hogares estaban sujetos a impuestos. Esta proporción aumenta fuertemente a partir de entonces para alcanzar el 50% en la década de 1960, se estabiliza entre el 60 y el 65% entre 1975 y 1985, para volver al nivel del 50% desde 1986. La tasa marginal máxima promedió 23% de 1900 a 1932, 60% de 1932 a 1980 y 57% de 1980 a 2018.
En el presupuesto de 1990 se modifica radicalmente el mecanismo de beneficio fiscal concedido a cambio de las donaciones realizadas a entidades sin fines lucrativos. se mantiene el límite), aumentado al 50% para donaciones de hasta 500 francos realizadas a "organizaciones sin fines de lucro que proporcionan comidas gratuitas a personas en dificultades" (como Les Restaurants du cœur). La reducción no puede en ningún caso dar lugar a devolución si supera el impuesto a pagar (y por tanto no es, como tal, un crédito fiscal).
El gobierno de Balladur simplificó la escala aumentando el número de tramos de 13 a 7 en el presupuesto de 1994. El tipo marginal del último tramo se mantuvo sin cambios en el 56,8%. Además, el nuevo cronograma elimina la reducción de impuestos que existe desde 1984.

### Reino Unido
El impuesto sobre la renta fue introducido en Gran Bretaña por el primer ministro William Pitt (el Joven) en su presupuesto de diciembre de 1798, para para financiar la participación del Imperio Británico en la Segunda Coalición en el contexto de las Guerras revolucionarias francesas. Se atribuye a Henry Beeke, el futuro decano de Bristol, la sugerencia para la institución del impuesto.
Era un impuesto sobre la renta graduado (progresivo), que comenzó a gravarse a una tasa de 2 peniques antiguos por libra (1⁄120) sobre ingresos superiores a £ 60 (equivalente a £ 5500 en 2019), y aumentó hasta un máximo de 2 chelines por libra (10%) sobre ingresos superiores a 200 libras esterlinas. Pitt esperaba que el nuevo impuesto sobre la renta recaudara £ 10 millones al año, pero los ingresos reales de 1799 totalizaron solo un poco más de £ 6 millones.
Este impuesto se recaudó entre 1799 y 1802, cuando Henry Addington lo abolió durante la Paz de Amiens. Addington había asumido el cargo de primer ministro en 1801, después de la renuncia de Pitt por la Emancipación Católica.
Sin embargo, en 1803, Addington introdujo el impuesto sobre la renta, cuando se reanudaron las hostilidades con Francia. De esta manera, el impuesto estuvo gravado hasta 1816, un año después de la Batalla de Waterloo.
Los opositores al impuesto, que pensaban que solo debería usarse para financiar guerras, querían que se destruyeran todos los registros del impuesto junto con su derogación. Los registros fueron quemados públicamente por el Canciller de la Hacienda del Reino Unido, pero las copias se conservaron en el sótano del tribunal fiscal.
En 1842, Sir Robert Peel reintrodujo el impuesto sobre la renta en el Reino Unido de Gran Bretaña e Irlanda. Peel, como conservador, se había opuesto al impuesto sobre la renta en las elecciones generales de 1841, pero un déficit presupuestario creciente requería una nueva fuente de fondos. El nuevo impuesto sobre la renta, basado en el modelo de Addington, se impuso a los ingresos superiores a 150 libras esterlinas (equivalente a 16.224 libras esterlinas en 2019). Aunque inicialmente se pretendía que esta medida fuera temporal, pronto se convirtió en un elemento fijo del sistema fiscal británico.
Es interesante notar que la reintroducción del Impuesto sobre la Renta en el Reino Unido, en el presupuesto de 1842, surgió como una medida para compensar la pérdida de ingresos provocada por la reducción de las tasas de las leyes de cereales, que eran aranceles a la importación de cereales en Gran Bretaña, vigentes entre 1815 y 1846.
Las leyes de cereales encarecieron los alimentos en las ciudades del Reino Unido, lo que perjudicó a los trabajadores de la industria y también a los capitanes de la industria que tenían que pagar salarios más altos para que los trabajadores pudieran alimentarse. Este contexto llevó a la creación de la Liga contra la Ley de Cereales, formada en Mánchester en 1839, bajo el fuerte patrocinio del empresario liberal inglés Richard Cobden, que sostenían que las leyes que significaban un subsidio incrementaban los costos industriales. Su acción resultó en un triunfo significativo que era indicativo del nuevo poder político de la clase media inglesa.
En 1851, se formó un comité, bajo la dirección de Joseph Hume para investigar el asunto, pero no logró llegar a una recomendación clara. A pesar de la vociferante objeción, William Gladstone, Canciller de la Hacienda del Reino Unido desde 1852, mantuvo el impuesto sobre la renta progresivo y lo amplió para cubrir los costos de la Guerra de Crimea.
En la década de 1860, el impuesto progresivo se había convertido en un elemento aceptado a regañadientes del sistema fiscal del Reino Unido.

### Argentina

#### Impuesto al rédito
El primer proyecto de ley destinado a implementar este tipo de impuesto en Argentina fue el presentado en 1917 por el entonces presidente Hipólito Yrigoyen, aunque el mismo no fue aprobado. En 1931, el entonces presidente de facto José Felix Uriburu firmó un decreto-ley habilitando un impuesto de emergencia sobre la renta que tenía el fin de paliar el déficit fiscal. Con el regreso a la democracia, este decreto-ley fue sometido a consideración del congreso y aprobado como ley para entrar el vigencia el 1 de enero de 1932, con el nombre de «impuesto al rédito». Dicho impuesto estuvo vigente hasta una reforma tributaria que se llevó a cabo en 1974, luego de la cual fue reemplazado por el impuesto a las ganancias.

#### Impuesto a las ganancias
La Constitución Nacional dispone que el gobierno federal y los gobiernos provinciales pueden establecer impuestos directos; este tributo se llama en Argentina Impuesto a las ganancias.
El objeto del mismo son las rentas que obtienen en todo el mundo los residentes y las que obtienen en el país los no residentes. Incluye entonces a las ganancias de las personas y de las sociedades en un mismo texto legal.
Este impuesto es anual y, como tal, se paga al término del ejercicio fiscal que, en el caso de las personas naturales, coincide con el año calendario, mientras que en el de las empresas lo hace con el periodo contable.
Los ingresos gravados para las personas naturales que no constituyan empresa son todos los que provienen de una fuente durable, los que tienen periodicidad, aunque sea potencial; en cambio, para las empresas están comprendidos en el tributo todas las ganancias. Los ingresos gravados son netos de todos los gastos necesarios para obtenerlos y, además, existen otras deducciones personales a que tienen derecho las personas naturales, tales como ganancia no imponible, deducciones por familiares a cargo y deducciones especiales para rentas obtenidas del trabajo.
Las ganancias de entidades sin fines de lucro —asociaciones, fundaciones, instituciones religiosas, sindicatos obreros y cooperativas— están exentas del impuesto. Tampoco están alcanzadas algunas ganancias de las personas naturales, tales como los derechos de autor, los intereses que pagan los bancos, así como algunas ganancias de capital: las obtenidas por ventas de inmuebles, títulos y acciones y otras.
En el caso de quienes deben tributar por rentas obtenidas en el extranjero, la ley permite tomar como pago a cuenta del impuesto los tributos similares abonados en el lugar donde se obtuvo aquella.
La alícuota del tributo para algunas sociedades (anónimas, de responsabilidad limitada y otras) es del 35%, de las cuales mientras que para las personas naturales y el resto de las empresas se utiliza la siguiente tabla:
| Ganancia Neta Imponible Acumulada | Impuesto sobre la renta                        | Impuesto sobre la renta |
| --------------------------------- | ---------------------------------------------- | ----------------------- |
| Tramo                             | Impuesto acumulado sobre los tramos anteriores | Tasa sobre el tramo (%) |
| 0 - 20.000                        | -                                              | 5                       |
| 20.000 - 40.000                   | 1.000                                          | 9                       |
| 40.000 - 60.000                   | 2.800                                          | 12                      |
| 60.000 - 80.000                   | 5.200                                          | 15                      |
| 80.000 - 120.000                  | 8.200                                          | 19                      |
| 120.000 - 160.000                 | 15.800                                         | 23                      |
| 160.000 - 240.000                 | 25.000                                         | 27                      |
| 240.000 - 320.000                 | 46.600                                         | 31                      |
| 320.000 en Adelante               | 71.400                                         | 35                      |

### Estados Unidos
Ver: Impuesto sobre la renta (Estados Unidos) y Historia legal del impuesto sobre la renta en los Estados Unidos
El 5 de agosto de 1861, el gobierno federal de los Estados Unidos instituyó el impuesto sobre la renta personal para ayudar a pagar su esfuerzo bélico en la Guerra Civil Estadounidense. Este impuesto se exigía inicialmente a una tasa del 3% de todos los ingresos superiores a 800 USD (equivalente a 19 300 USD en 2021).
En 1862, Este impuesto fue derogado y reemplazado por otro impuesto sobre la renta. Sin embargo, el impuesto dejó de cobrarse tras el final de la Guerra Civil.
En 1894, fue aprobada em Wilson–Gorman Tariff Act que creó el primer impuesto sobre la renta en tiempos de paz. La tasa era del 2 % sobre ingresos superiores a $ 4000 (equivalente a $115 000 en 2021), lo que significaba que menos del 10 % de los hogares pagaría algo. El propósito del impuesto sobre la renta era compensar los ingresos que se perderían por las reducciones arancelarias.
Sin embargo, en 1895, la Corte Suprema de los Estados Unidos dictaminó que el impuesto sobre la renta es inconstitucional (Pollock v. Farmers' Loan & Trust Co.), por ser un impuesto directo no prorrateado.
Este impedimento sólo dejó de existir en 1913, cuando se aprobó la Decimosexta Enmienda a la Constitución de los Estados Unidos, que permite al Congreso recaudar impuestos sobre la renta sin repartirlos entre los estados.
Más tarde ese año, el Congreso promulgó el Revenue Act of 1913 (también conocido como Underwood Tariff, porque lo propuso el diputado demócrata: Oscar Underwood). El impuesto oscilaba entre el 1% sobre ingresos superiores a $3.000 y el 7% sobre ingresos superiores a $500.000. El impuesto afectó aproximadamente al tres por ciento de la población. Una disposición separada estableció un impuesto corporativo del uno por ciento, reemplazando un impuesto anterior que solo se aplicaba a las corporaciones con ingresos netos superiores a $5,000 por año. El establecimiento del impuesto sobre la renta se produjo a cambio de una reducción sustancial de los derechos de aduana de un promedio del 40 por ciento a 26 por ciento.
El presidente Woodrow Wilson habían considerado durante mucho tiempo que los aranceles altos eran equivalentes a impuestos injustos para los consumidores, y por lo tanto la reducción de aranceles fue sua primera prioridad al asumir el cargo, en 4 de marzo de 1913.
En el año fiscal 1918, la recaudación anual de impuestos internos superó por primera vez la marca de los mil millones de dólares, ascendiendo a $5.4 mil millones en 1920. La cantidad de ingresos recaudados a través del impuesto sobre la renta ha variado drásticamente, del 1% en los primeros días Impuesto sobre la renta de EE. UU. a tasas impositivas de más del 90% durante la Segunda Guerra Mundial.
El gobierno federal impone un impuesto progresivo sobre la base imponible de las personas, asociaciones, empresas, corporaciones, fideicomisos, bienes difuntos, y ciertas propiedades de quiebra. Algunos estados y los gobiernos municipales también imponen impuestos sobre la renta. El primer impuesto sobre la renta Federal se estableció, (en virtud del artículo I, sección 8, inciso 1 de la Constitución de los EE. UU.) durante la Guerra Civil, y luego en la década de 1890, y de nuevo después de la Decimosexta Enmienda que fue ratificada en 1913. Los impuestos actuales sobre los ingresos se imponen en virtud de estas disposiciones constitucionales y diversas secciones de Subtítulo A del Código de Rentas Internas de 1986, según enmendada, incluyendo 26 U.S.C. § 1 (Impuesto sobre los ingresos imponibles de los individuos, sucesiones y fideicomisos) y 26 U.S.C. § 11 (Impuesto sobre la renta en los ingresos gravables de las empresas).

### México
En México, el gobierno federal está facultado para establecer impuestos directos e indirectos, según la Constitución de los Estados Unidos Mexicanos, cuyo artículo 31 Fracción IV dice, a la letra: "... contribuir a los gastos públicos, así de la Federación como del Distrito Federal o del estado y Municipio en que residan de la manera proporcional y equitativa que dispongan las leyes.”
Los impuestos directos se aplican de forma directa a la riqueza de las personas, principalmente a sus ingresos o signos de riqueza como la propiedad de automóviles o casas. El impuesto directo más importante es el impuesto sobre la renta (ISR). Debe observarse que este impuesto es una extracción a los ingresos de las empresas y de los particulares.
En contrapartida, los impuestos indirectos afectan patrimonialmente a personas distintas del contribuyente (aquel que le paga al fisco). En otros términos, el contribuyente que enajena bienes o presta servicios, traslada la carga del impuesto a quienes los adquieren o reciben. Dentro de estos se encuentran el impuesto al valor agregado (IVA, impuesto al consumo de las personas y empresas) y el impuesto especial sobre producción y servicios (IEPS, impuesto a gasolinas, alcoholes y tabacos). Por ejemplo, el IVA grava los actos y actividades en el territorio mexicano y se genera cada vez que compramos algún producto (con varias excepciones). Si bien la principal función de los impuestos es proveer de ingresos al gobierno para sufragar el gasto público, pueden tener también otras finalidades por su impacto en los precios de los productos. Por ejemplo, se pueden aplicar aranceles a las mercancías importadas para proteger a los productores nacionales, o para disminuir el consumo de algún producto, como las bebidas alcohólicas o el tabaco.
Este impuesto es anual y como tal se paga al término del ejercicio fiscal (un periodo de 12 meses) sin embargo se realizan pagos provisionales mensuales a cuenta del impuesto anual.
El impuesto sobre renta o ISRL es uno de los impuestos federales catalogados como de los más importantes gravando directamente las utilidades o beneficios de las personas físicas y morales.
Según indica la Ley de Impuesto sobre Renta se produjo un incremento del ISR para 2010 alcanzando el 30 %, tasa que estará vigente durante 2011, y 2012, y las tablas isr 2013 se mantienen sin cambios.
Para 2014 debido a las modificaciones fiscales, los rangos y las tasas se incrementaron hasta llegar al 35 %.
El objeto del Impuesto Sobre Renta en México es gravar las utilidades de las personas físicas y morales, que realicen cualquiera de las siguientes actividades:
- Enajenación Bienes
- Servicio subordinado
- Intereses
- Premios
- Dividendos y ganancias repartidas
- Actividades profesionales
- Arrendamiento

Asimismo, tal como se menciona en la Ley de ISRL, el impuesto se aplica en cada ejercicio pero, previo a ello, se deben realizar pagos provisionales mensuales a cuenta del impuesto anual.
Tabla ISRL 2012 para el cálculo de los pagos provisionales mensuales
| Límite Inferior | Límite Superior | Cuota Fija | Porcentaje aplicable sobre excedente límite inferior |
| --------------- | --------------- | ---------- | ---------------------------------------------------- |
| 0,01            | 490,07          | 0          | 1.92 %                                               |
| 496,08          | 4210,41         | 9,52       | 6,4 %                                                |
| 4210,42         | 7399,42         | 247,23     | 10,88 %                                              |
| 7399,43         | 8601,5          | 594,24     | 16%                                                  |
| 8601,51         | 10 298,35       | 786,55     | 17,92 %                                              |
| 10 298,36       | 20 770,29       | 1090,62    | 21,36 %                                              |
| 20 70,3         | 32 736,83       | 3327,42    | 23,52 %                                              |
| 32 736,84       | En adelante     | 6141,95    | 30 %                                                 |

El impuesto sobre la renta se calcula sobre la base de efectivo tratándose de personas físicas y asociaciones y sobre la base de devengado para las personas morales. La tabla que se anexó anteriormente es para personas físicas.
Las personas morales realizan sus pagos provisionales con base en los ingresos nominales acumulados a determinado mes, multiplicandos por el coeficiente de utilidad que se determinó en el ejercicio anterior. A dicho resultado se le aplica la tasa del 30%.
Para 2014 se modificó gran parte de la ley del Impuesto sobre la renta y las tarifas de impuesto se modificaron de igual manera, con estos cambios la tabla para el cálculo del impuesto sobre la renta, quedó con una tasa máxima del 35%.
Tablas isr 2015 para el cálculo de los pagos provisionales mensuales
| Límite Inferior | Límite Superior | Cuota Fija | Porcentaje aplicable sobre excedente límite inferior |
| --------------- | --------------- | ---------- | ---------------------------------------------------- |
| 0.01            | 496.07          | 0          | 1.92 %                                               |
| 496.08          | 4210.41         | 9.52       | 6.4 %                                                |
| 4210.42         | 7399.42         | 247.24     | 10.88 %                                              |
| 7399.43         | 8601.5          | 594.21     | 16 %                                                 |
| 8,601.51        | 10,298.35       | 786.54     | 17.92 %                                              |
| 10 298.36       | 20 770.29       | 1090.61    | 21.36 %                                              |
| 20 770.3        | 32 736.83       | 3327.42    | 23.52 %                                              |
| 32,736.84       | 62 500          | 6141.95    | 30 %                                                 |
| 62,500.01       | 83 333.33       | 15 070.90  | 32 %                                                 |
| 83 333.34       | 250 000         | 21 737,57  | 34 %                                                 |
| 250 000.01      | En adelante     | 78 404.23  | 35 %                                                 |

Como asociación religiosa no estás obligada a declarar el impuesto sobre la renta, excepto en los casos que se señalan a continuación.
1. Ingresos exentos   No debes pagar el impuesto sobre la renta por los ingresos que obtengas de tus actividades normales, conforme al objeto establecido en tus estatutos, siempre que estos ingresos no se repartan entre tus integrantes.  Cuando en dichos estatutos se establezca la manutención de los ministros de culto y demás asociados a quienes la asociación religiosa les den ese carácter notificándolo a la Secretaría de Gobernación o quienes ejerzan como principal ocupación dentro de dicha asociación funciones de dirección, representación u organización, no pagarás el impuesto sobre la renta por las cantidades que percibas por ese concepto, siempre que no excedan de cinco veces el valor de la Unidad de Medida y Actualización (UMA), elevado al periodo por el que se paga la manutención.  Como ministros de culto y demás asociados, cuando dicha cantidad sea superior, pagarás el impuesto sobre la renta por el excedente, para lo cual deberás ser inscrito en el RFC por la Asociación Religiosa, quien a su vez, deberá calcular, retener y enterar el ISR aplicando el régimen que se haya establecido en los estatutos. En el caso que percibas otros ingresos, deberás cumplir con tus obligaciones fiscales en materia de ISR de acuerdo con las disposiciones fiscales que correspondan.
2. Ingresos propios (relacionados con su objeto)  Se consideran ingresos relacionados con el objeto previsto en los estatutos, los ingresos propios de tu actividad religiosa; como pueden ser, entre otros, las ofrendas, diezmos, primicias y donativos recibidos de tus miembros, congregantes, visitantes y simpatizantes por cualquier concepto relacionado con tus actividades, siempre que tales ingresos se apliquen a los fines religiosos.  También se consideran ingresos propios los obtenidos por la venta de libros u objetos de carácter religioso, que sin fines de lucro realices como una asociación religiosa.
3. Ingresos por los que debes pagar el impuesto  Como asociación religiosa debes pagar el impuesto por los ingresos provenientes de:
  - La venta de bienes con fines de lucro distintos de su activo fijo, tales como:
  - Libros u objetos de carácter religioso
  - Intereses
  - Premios

Cuando vendas bienes distintos de tu activo fijo, o prestes servicios a personas distintas de tus miembros, y siempre que estos ingresos excedan de 5% de tus ingresos totales, debes determinar el impuesto que corresponda por los ingresos derivados de las actividades mencionadas conforme a lo dispuesto por el último párrafo del artículo 80 de la Ley del Impuesto sobre la Renta, es decir, aplicando la tasa de 30% sobre la diferencia de los ingresos menos las deducciones autorizadas por dicha ley.
Si como Asociación Religiosa entregas premios, debes calcular, retener y enterar el impuesto que corresponda conforme a lo previsto en el título IV, capítulo VII de la Ley del Impuesto sobre la Renta, denominado "De los ingresos por la obtención de premios".

#### RIF (Régimen de Incorporación Fiscal)
El Régimen de Incorporación Fiscal es un régimen que entró en vigor en el año 2013. 
Es un un régimen que, como su nombre lo dice, estimula a la población para incorporarse a la fiscalización y así, el gobierno recauda más ingresos. Por lo mismo, este régimen cuenta con diversos beneficios fiscales en impuestos federales tales como IVA, ISR,  e IEPS. 
Un contribuyente solo puede permanecer en este régimen durante 10 años, siempre y cuando sus ingresos no excedan los $2,000,000 de pesos mexicanos.
El beneficio fiscal para el impuesto de ISR específicamente resulta en una disminución del impuesto al 100%, disminuyendo 10% por cada año que transcurre, quedando de la siguiente manera: 
Primer Años - 100%
Segundo Año - 90%
Tercer Año - 80%
Cuarto Año - 70%
Quinto Año - 60%
Sexto Año - 50%
Séptimo Año - 40%
Octavo Año - 30%
Noveno Año - 20%
Décimo Año - 10%
Al terminar los 10 años, el contribuyente entra al régimen general de Persona Físicas. 
Solamente pueden tributar la personas que su actividad económica no exige un título universitario.

### Venezuela
La primera Ley de Impuesto Sobre la Renta en Venezuela, entró en vigencia en 1942 (Gaceta Oficial número 20.851 de fecha 17 de julio de 1942). Se caracterizaba por estar estructurada bajo la forma de impuesto cedular es decir, se determinaban las tarifas sobre la base de los distintos tipos de actividades económicas.
En la actualidad, el impuesto se rige por el Decreto N° 2.163 publicada en la Gaceta Oficial Extraordinaria N° 6.210 del miércoles 30 de diciembre de 2015, bajo el nombre legal de "Ley de Reforma Parcial de Ley de Impuesto Sobre La Renta".
Dicha reforma establece las siguientes normativas actualizadas:
- Incremento en la tasa hasta un 40% para la banca y empresas de seguros.
- Eliminación del exento "honorarios profesionales no mercantiles" que de facto se venía aplicando con la obligatoriedad a los profesionales (licenciados, abogados, etc.) de emitir facturas según norma legal (Providencia) del SENIAT. Así mismo las rentas por alquiler de inmuebles.
- Eliminación del ajuste por inflación a los contribuyentes especiales (en una reforma anterior fue eliminado este mismo concepto para el sector de banca y seguros).
- Eliminación de rebajas por nuevas inversiones a los sectores turístico e industrial (por burocracia estas rebajas ya eran, de hecho, inalcanzables, solo se le legalizó en esta oportunidad).

### Ecuador
En Ecuador, el Impuesto a la Renta se aplica sobre aquellas rentas que obtengan las personas naturales, las sucesiones indivisas y las sociedades sean nacionales o extranjeras, siendo este un impuesto obligatorio. El ejercicio impositivo comprende del 1 de enero al 31 de diciembre, conforme los resultados de su actividad económica; aun cuando la totalidad de sus rentas estén constituidas por ingresos exentos, a excepción de: 
1. Los contribuyentes domiciliados en el exterior, que no tengan representante en el país y que exclusivamente tengan ingresos sujetos a retención en la fuente.
2. Las personas naturales cuyos ingresos brutos durante el ejercicio fiscal no excedieren de la fracción básica no gravada.

Para calcular el Impuesto a la Renta que debe pagar un contribuyente se debe considerar lo siguiente: de la totalidad de los ingresos gravados se restará las devoluciones, descuentos, costos, gastos personales deducibles, imputables a tales ingresos. A este resultado lo llamamos "base imponible".

#### Impuesto a la Renta para Sociedades
Para liquidar el Impuesto a la Renta en el caso de las sociedades, se aplicará a la base imponible las siguientes tarifas:
- Los ingresos gravables obtenidos por sociedades constituidas en el Ecuador, así como por las sucursales de sociedades extranjeras domiciliadas en el país y los establecimientos permanentes de sociedades extranjeras no domiciliadas aplicarán la tarifa del 22% sobre su base imponible.
- La tarifa impositiva será del 25% cuando la sociedad tenga accionistas, socios, partícipes, constituyentes, beneficiarios o similares residentes o establecidos en paraísos fiscales o regímenes de menor imposición con una participación directa o indirecta, individual o conjunta, igual o superior al 50% del capital social o de aquel que corresponda a la naturaleza de la sociedad. Cuando la mencionada participación de paraísos fiscales o regímenes de menor imposición sea inferior al 50%, la tarifa de 25% aplicará sobre la proporción de la base imponible que corresponda a dicha participación, de acuerdo a lo indicado en el reglamento.
- Se aplicará la tarifa del 25% a toda la base imponible de la sociedad que incumpla el deber de informar sobre la participación de sus accionistas, socios, partícipes, constituyentes, beneficiarios o similares, conforme lo que establezca la normativa tributaria vigente; sin perjuicio de otras sanciones que fueren aplicables.

#### Impuesto a la Renta para personas naturales y sucesiones indivisas
Para liquidar el Impuesto a la Renta en el caso de las personas naturales y de las sucesiones indivisas, se aplicará a la base imponible las siguientes tarifas para el 2020:
| Fracción básica | Exceso hasta | Impuesto fracción básica | % Impuesto fracción excedente |
| 0               | 11.315,01    | -                        | 0%                            |
| 11.315,01       | 14.416,00    | -                        | 5%                            |
| 14.416,01       | 18.018,00    | 115                      | 10%                           |
| 18.018,01       | 21.639,00    | 515                      | 12%                           |
| 21.639,01       | 43.268,00    | 950                      | 15%                           |
| 43.268,01       | 64.887,00    | 4 194                    | 20%                           |
| 64.887,01       | 86.516,00    | 8 518                    | 25%                           |
| 86.516,01       | 115.338,00   | 13 925                   | 30%                           |
| 115.338,01      | En adelante  | 22 572                   | 35%                           |

#### Impuesto a la Renta para Herencias, legados y donaciones
Los beneficiarios de ingresos provenientes de herencias, legados, donaciones, hallazgos y todo tipo de acto o contrato por el cual se adquiera el dominio a título gratuito, de bienes y derechos, pagarán el impuesto, aplicando a la base imponible las tarifas contenidas en la siguiente tabla:
| Fracción básica | Exceso hasta | Impuesto fracción básica | % Impuesto fracción excedente |
| 0               | 71 970       | -                        | 0%                            |
| 71 970          | 143 930      | -                        | 5%                            |
| 143 930         | 287 870      | 3 598                    | 10%                           |
| 287 870         | 431 830      | 17 992                   | 15%                           |
| 431 830         | 575 780      | 39 586                   | 20%                           |
| 575 780         | 719 710      | 68 376                   | 25%                           |
| 719 710         | 863 640      | 104 359                  | 30%                           |
| 863 640         | En adelante  | 147 538                  | 35%                           |